# Stanisław Sówka z Gulczewa
Stanisław zwany Sówka z Gulczewa (ze Szczawina) herbu Prawdzic (ur. ?, zm. po 25 września 1375) – polski duchowny rzymskokatolicki, biskup płocki, archidiakon włocławski, kanonik płocki i kruszwicki.

## Życiorys
Syn kasztelana dobrzyńskiego Jana zwanego Sówką. Przed 1346 został kanonikiem płockim, łęczyckim, włocławskim i kruszwickim. 18 marca 1348 papież Klemens VI zarezerwował mu prałaturę kapituły płockiej. Studiował prawo kanoniczne w Pradze, przez co nie objął wówczas urzędu dziekana włocławskiego, na który uzyskał prowizję. W 1349 lub w 1350 został archidiakonem włocławskim. W 1356 mianowany scholastykiem włocławskim. W latach 1355–1359 był notariuszem i kapelanem w kancelarii królewskiej Kazimierza III Wielkiego. Król ten wystarał się u Innocentego VI o nadanie Stanisławowi kanonii krakowskiej.
1 października 1367 wybrany biskupem płockim. 2 lutego 1368 uzyskał od papieża Urbana V prekonizację. Sakry biskupiej udzielił mu arcybiskup gnieźnieński Jarosław z Bogorii i Skotnik.
Po zniszczeniu Mazowsza przez wojska litewskie, 13 maja 1369 przekazał Płocku ok. 60 włók ziemi kościelnej przylegającej do miasta oraz znajdującej się w obrębie murów.
W 1374 lub w 1375 (najpóźniej przed 27 czerwca 1375) zrezygnował z biskupstwa płockiego, być może ze względu na stan zdrowia. Zmarł po 25 września 1375. Jan Długosz błędnie podał 1371, jako rok jego śmierci.

## Rodzina
Miał czterech braci, w tym bpa Dobiesława Sówkę z Gulczewa, który został jego następcą na płockiej katedrze. Poprzednikiem Stanisława był jego brat stryjeczny bp Mikołaj z Gulczewa.